# Leominster and Bromyard Railway
Die Leominster and Bromyard Railway war eine britische Eisenbahngesellschaft in Herefordshire in England.
Durch die Worcester, Bromyard and Leominster Railway wurde bis 1869 die Konzession zum Bau einer Bahnstrecke zwischen Bromyard und Leominster nicht genutzt. Am 30. Juli 1874 wurde deshalb die Leominster and Bromyard Railway gegründet, um die beiden Städte zu verbinden. Die 19 Kilometer lange Bahnstrecke wurde am 1. März 1884 eröffnet. In Leominster bestand ein Übergang zur Shrewsbury and Hereford Railway. Der Betrieb erfolgte seit Beginn durch die Great Western Railway, die die Gesellschaft am 1. Juli 1888 übernahm.